# Beniamino Donnici
Beniamino Donnici (Cosenza, 22 ottobre 1953) è un politico italiano.
Dopo una militanza nel Movimento Sociale Italiano, è stato esponente dell'Italia dei Valori ed in seguito segretario di Io Sud, movimento meridionalista. È stato consigliere regionale in Calabria (1990-1995), assessore regionale tra il 2005 e il 2006 ed europarlamentare dal 2007 al 2009.

## Biografia
Laureato in medicina all'Accademia di sanità militare interforze di Firenze nel 1980 e si è specializzato in psichiatria presso l'Università "La Sapienza" di Roma. Da ufficiale medico raggiunge il grado di Colonnello medico dell'Esercito. È stato primario e medico responsabile di raggruppamento in varie cliniche neuropsichiatriche.

### Dal MSI-DN a Calabria Libera
Il suo impegno politico inizia con il Movimento Sociale Italiano - Destra Nazionale, per il quale viene eletto consigliere regionale della  Calabria nel 1990. Un anno dopo si dimette dall'incarico con l'elezione a segretario di Fini, in contraddizione con le scelte del partito di anticipare una strada di rinnovamento che poi avrebbe condotto alla nascita di Alleanza Nazionale.
Così, nel 1992, fonda il movimento  "Calabria Libera" e successivamente decide di cambiare orientamento, aderendo al progetto politico di sinistra dell'Alleanza dei Progressisti, con il quale si candida al Consiglio regionale nel 1995, senza tuttavia essere eletto.

### In Italia dei Valori
Donnici ritorna sulla scena politica nel 2000, quando il movimento di Antonio Di Pietro, l'Italia dei Valori, si costituisce in maniera autonoma. Ne diventa coordinatore regionale per la  Calabria e alle elezioni politiche del 2001 è candidato alla Camera dei deputati nel collegio uninominale di Cosenza per la Lista Di Pietro, raccogliendo il 3,7% di voti.
Viene candidato alle elezioni europee del 2004, nella circoscrizione meridionale, per la lista Di Pietro-Occhetto, e risulta il terzo più votato, dopo appunto i due leader che davano nome al cartello elettorale. In seguito alle elezioni regionali in Calabria del 2005, viene nominato assessore regionale al turismo nella Giunta guidata da Agazio Loiero e poi sottosegretario agli Affari della Presidenza della Regione Calabria; nel frattempo diventa dirigente nazionale di Italia dei Valori, quale responsabile degli enti locali.

### Lo strappo con Di Pietro
Ad ottobre del 2005 si pone in contrasto con il leader del proprio partito, Di Pietro, sostenendo che Idv avrebbe dovuto aderire subito al progetto riformista di Romano Prodi che avrebbe condotto successivamente alla nascita del Partito Democratico, contestando la decisione di Di Pietro di candidarsi alle elezioni primarie dell'Unione e annunciando di sostenere la candidatura di Prodi. Così, in un incontro con la stampa, taglia dalla bandiera di Italia dei Valori il nome di Di Pietro e, pochi giorni più tardi, viene espulso dal partito per "indegnità morale", per aver diffamato cioè il "buon nome del partito".
Costituisce, dunque, un nuovo movimento, denominato PartecipAzione - verso il Partito Democratico che, a marzo del 2006, si associa al progetto del Partito Democratico Meridionale (PDM) fondato nel frattempo dal presidente Loiero. Rimane in carica come assessore regionale fino a settembre dello stesso anno, quando la Giunta regionale è interessata da un rimpasto (che porta poi alla nascita del Loiero-bis): Donnici viene nominato responsabile dell'Unità Organizzativa Autonoma "Affari della Presidenza", entrando nel novero dei sottosegretari regionali, ma dopo due mesi si dimette dall'Esecutivo.

### Il seggio conteso al Parlamento europeo
Alle elezioni europee del 2004, la lista Di Pietro-Occhetto conquista due seggi, uno nella circoscrizione dell'Italia Meridionale, l'altro nell'Italia Nord-Occidentale. 
Il seggio dell'Italia Meridionale va ad occuparlo Di Pietro; il seggio dell'Italia Nord-Occidentale ricade su Occhetto, il quale, senatore, rinuncia all'incarico e subentra Giulietto Chiesa.
Il problema sorge a maggio 2006, quando Di Pietro viene eletto deputato italiano e nominato ministro nel Governo Prodi, dunque lascia per incompatibilità il seggio di Strasburgo. Alle dimissioni di Di Pietro subentra automaticamente Occhetto, secondo più votato della lista, che stavolta è intenzionato a rimanere. Ma a questo punto Donnici avvia un procedimento legale sostenendo la validità perpetua dell'atto di rinuncia sottoscritto all'epoca da Occhetto e che quindi quest'ultimo dovrebbe decadere da europarlamentare. Occhetto, invece, si difende sostenendo che il suo atto di rinuncia era esplicitamente compiuto in favore di Chiesa e che, quindi, in questo caso, non avrebbe alcuna validità.
Il ricorso di Donnici viene rigettato dal TAR del Lazio ma, ricorrendo in secondo grado, viene ritenuto legittimo dal Consiglio di Stato ad ottobre 2006, trovando attuazione concreta il 23 aprile 2007, dopo il parere favorevole dell'Ufficio elettorale nazionale presso la Corte di cassazione, quando Donnici si insedia al Parlamento europeo, dove resta fino al 2009.
Nel febbraio 2008, avendo ormai alle spalle l'esperienza dell'Italia dei Valori, ha partecipato alla fase costituente della Rosa per l'Italia di Bruno Tabacci e Savino Pezzotta, senza mai aderirvi, non condividendone gli sviluppi politici successivi.

### Nel Partito del Sud
Alle elezioni regionali del 2010 in Calabria si prodiga nel tentativo di contribuire alla costruzione di una lista meridionalista, in collaborazione col movimento Io Sud di Adriana Poli Bortone, ma, nell'imminenza delle elezioni regionali, non condividendo l'egemonizzazione dell'operazione politica da parte di Noi Sud, fortemente appiattito nel sostegno della candidatura di Giuseppe Scopelliti, si chiama fuori, determinando con il suo abbandono lo scarso risultato della lista .
Si dedica nei mesi successivi alla scrittura, pubblicando un libro-testimonianza "Fatti che interrogano il cuore", edito da Rubbettino, nel quale racconta la storia della sua conversione. Nel 2016 pubblica con le edizioni Paoline "7 giorni".